# Elsa Barraine

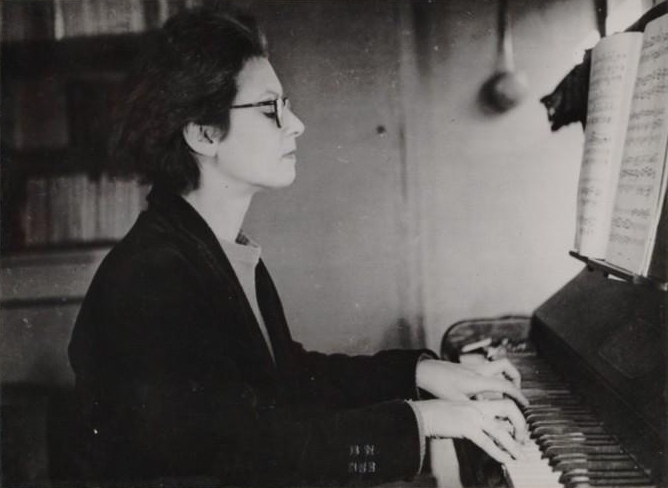
Elsa Barraine in 1940

Elsa Jacqueline Barraine (Parijs, 13 februari 1910 - Straatsburg, 20 maart 1999) was een Frans componiste in de periode na het neoclassicisme van Le Six, Maurice Ravel en Igor Stravinsky. Desondanks dat zij wordt gezien als een van de meest voortreffelijke Franse componisten van rond 1950, wordt Barraine's muziek vandaag zelden uitgevoerd. In 1929 won ze de Prix de Rome voor haar La vierge guerrière, een religieuze trilogie over Jeanne d'Arc. Ze was de vierde vrouw die ooit deze prijs won. Lili Boulanger (1913), Marguerite Canal (1920) en Jeanne Leleu (1930) gingen haar reeds voor.

## Biografie

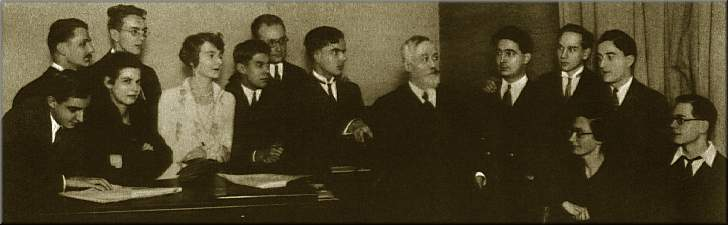
Paul Dukas en zijn studenten compositie aan het conservatorium van Parijs, 1929. Van links naar rechts rond de piano: Pierre Maillard-Verger, Elsa Barraine, Yvonne Desportes, Tony Aubin, Pierre Revel, Georges Favre, Paul Dukas, René Duclos, Georges Hugon, Maurice Duruflé. Rechts al zittend: Claude Arrieu, Olivier Messiaen.

Barraine werd op 13 februari 1910 geboren in Parijs. Ze was de dochter van Alfred Barraine, een cellist aan het Opéra de Paris, en Madame Barraine. Ze begon al op vroege leeftijd met pianolessen. Barraine studeerde compositie aan het conservatorium van Parijs bij Paul Dukas. Enkele andere studenten van Dukas waren Yvonne Desportes, Maurice Duruflé, Claude Arrieu en Olivier Messiaen. Barraine en Messiaen waren goede vrienden en bleven doorheen hun leven contact met elkaar onderhouden.
Op 15-jarige leeftijd won Barraine de eerste prijs voor harmonie aan het conservatorium (1925). Later won ze deze opnieuw voor fuga en begeleiding (1927). Ze was toen 17. In 1929 won ze de Prix de Rome voor haar cantate La vierge guerrière. Ze was de vierde vrouwelijke winnaar van deze prijs sinds diens stichting in 1803. Het werk Harald Harfagard (1930), welke symfonische variaties op de poëzie van Heinrich Heine waren, was de eerste compositie waarmee Barraine publieke bekendheid haalde. Dit was het eerste werk van velen waarvoor Barraine inspiratie haalde uit literatuur. Andere zulke werken zijn Avis (1944) en L’homme sur terre (1949), welke beiden gebaseerd zijn op teksten van Paul Éluard.
Van 1936 tot 1940 werkte Barraine bij de Franse Nationale Radio als pianist, geluidstechnicus en zangleidster. Na Wereldoorlog II werkte ze er als geluidsmixer. Tijdens de oorlog had Barraine nauwe banden met de Franse Résistance. Ze was lid van het Front National des Musiciens, een verzetsgroep die bestond uit musici. Van 1944 tot en met 1947 was ze opnamedirecteur bij het platenlabel Le Chant du Monde. In 1953 ging Barraine lesgeven aan het conservatorium van Parijs. Ze gaf er muziekanalyse en zichtlezen tot in 1972. In datzelfde jaar benoemde het Franse ministerie van cultuur haar tot beheerder van alle Franse nationale muziektheaters.

## Muzikale stijl
Volgens James Briscoe in zijn New Historical Anthology of Music by Women "bekoort de muziek van Elsa Barraine diens luisteraars dankzij een contrapuntuele onafhankelijkheid van lijn, virtuositeit en expressieve intensiteit via een motivische en ritmische drive." Dankzij haar studies met Dukas en de muzikale invloed van Claude Debussy ontwikkelde Barraine ook een heel sterk gevoel voor klankkleur, waardoor zij haar timbres heel resultaatgericht inzet. Ze maakte gebruik van klassieke muziekvormen in haar werk en schreef doorgaans tonale muziek. Eén uitzondering hierop is haar kamermuziekwerk Musique rituelle (1967) voor orgel, gong, en xylorimba. Dit werk utiliseert serialisme en is geïnspireerd op het Tibetaans dodenboek.
De auteurs van de The Norton/Grove Dictionary of Women Composers schrijven het volgende: "Doordat zij enorm gevoelig was voor de enorme omwentellingen van haar tijd, was Barraine niet in staat om haar creatieve processen los te koppelen van haar persoonlijke, humanistische, politieke, en sociale bezigheden." Net zoals haar tijdgenoten van La Jeune France, waaronder André Jolivet, Olivier Messiaen, Jean-Yves Daniel-Lesur en Yves Baudrier, streefde ze ernaar om het humanisme opnieuw te herintroduceren in de muziekwereld. Muziek was toen namelijk een kunstvorm die steeds abstracter werd.
Terwijl een aantal van haar composities spreken over specifieke sociale en politieke zaken, onderzoeken anderen bepaalde emoties of psychologische staten. Voorbeelden van sociaal-politiek getinte werken zijn onder meer Claudine à l’école (1950), een ballet gebaseerd op het boek Claudine à l'école van Colette dat de vrouwelijke seksualiteit exploreert, en haar anti-fascistisch symfonisch gedicht Pogromes (1933).
Een emotioneel-psychologische compositie is bijvoorbeeld het programmatische houtblazerskwintet Ouvrage de Dame (1931 - uitg. A.J.Andraud, 1939). Dit kwintet bestaat uit vijf bewegingen: een thema en zeven variaties. De variaties zijn genoemd naar fictieve vrouwen met verschillende persoonlijkheden ("Angélique ; Berthe, aux sonorités dures ; Irène, sinueuse ; Barbe, fugato burlesque ; Sarah ; Isabeau de Bavière, avec son chapeau conique et son voile flottant ; Léocadie, vieille fille sentimentale du temps jadis"). Barraine karakteriseerd de verschillende temperamenten van de zeven vrouwen via het gebruik van klankkleuren.

## Sociale en politieke standpunten

### Kritiek en seksisme
Desondanks dat ze verscheidene presitigeuze prijzen won, kwam Elsa Barraine veel seksisme tegen tijdens haar carrière. Muziekrecensist René Dumesnil is een veel voorkomend persoon in deze context. Volgens Karin Pendle had de man, zoals vele anderen van zijn tijd en zelfs nog vandaag, een soort van misgunnend respect voor Barraine. Vrouwelijke componisten werden erkend zolang zij zichzelf maar tevreden stelden met vrouwelijke muziek. Dumesnil beschreef Barraine's collega Jeanne Leleu ooit als iemand die een "kracht die men maar zelden tegenkomt in het werk van vrouwen" bezat. Naar Barraine refereerde hij als "de auteur van mooi georkestreerde melodieën".

### Deelname aan het Franse Verzet
Elsa Barraine was een actief lid van het Front National des Musiciens. Dit was een organisatie van musici die deelnam aan het Franse verzet tegen de Duitse bezetting tussen 1940 en 1944. De doelen van de organisatie, zoals beschreven in hun krant Musiciens d’Aujourd’hui, was om concerten voor nieuwe en verbannen Franse muziek te organiseren, om Joodse muzikanten te ondersteunen door hun te voorzien van geld en onderdak, om anti-Duitse en anti-collaborateur protesten te organiseren en om zich te engageren voor alle soorten vormen van muzikale rebellie. Dirigent Roger Désormière, Le Six lid Louis Durey en Barraine publiceerden samen een manifest ter bescherming van de Franse muziek en tegen collaboratie met de nazi's. Barraine was zelf van Joodse afkomst.